# Шафіка Котдусова
Шафіка Юсуфівна Кутдусова (нар. 18 березня 1910 — пом. 18 квітня 1956) — кримськотатарська співачка та піаністка, виконавиця класичного та народного вокального репертуару. Заслужена артистка Татарської АРСР.
Працювала концертмейстеркою, таперкою, солісткою Ансамблю пісні і танцю кримськотатарського народу, співачкою Кримського радіокомітету, провідною солісткою Казанського оперного театру, гастрольною виконавицею у складі Гастрольного бюро СРСР та Москонцерту. Виконувала головну партію опери «Алтинчеч».
Їй відмовляли у зарахуванні до консерваторії через соціальне походження батька, який був муллою, а згодом звільнили з опери в Казані через кримськотатарське походження.

## Біографія та кар'єра

### 1910—1926: ранні роки
Народилася 18 березня 1910 року в Севастополі шостою з семи дітей, в родині єдиного мулли міста — Юсуфа Рахімова. Назвали Шафіку на честь доньки друга родини, відомого кримськотатарського й тюркського просвітителя Ісмаїла Гаспринського. У п'ятирічному віці Шафіка Котдусова писала арабською в'яззю, а вдома просила батька говорити з нею французькою. Згодом пішла одразу до третього класу школи. 
Один зі старших братів Шафіки — Каміль Рахімов (1890—1978), композитор, заслужений діяч мистецтв Башкирської АРСР. Молодша сестра, Нурія Рахімова — літераторка та педагогиня. Уся родина була пов'язана з музикою: старші брати (Каміль, Фазиль і Наїль) грали на різноманітних інструментах, зокрема на гітарі, мандоліні, духових; сама Шафіка захоплювалася фортепіано, спочатку уявним, намальованим братом Наїлем — майбутнім художником, а згодом справжнім, придбаним за великі для родини гроші. Її першою вчителькою музики стала колишня фрейліна царського двору, Олена Францівна Строменська. Після чотирьох років занять Шафіка опанувала майже всю фортепіанну спадщину Шопена, а також численні фортепіанні та вокальні твори Шуберта й Гріга. Одночасно, починаючи з п'ятнадцяти років, почала займатися вокалом і виконувала арії з опер Шарля Гуно та пісні інших європейських композиторів. Після таких успіхів наставниця порадила Шафіці продовжити навчання в Московській консерваторії.
У Москві високо оцінили здібності співачки, проте на навчання зараховувати відмовилися через її класову належність: Шафіка вказала в автобіографії, що її батько був муллою. На думку більшовиків, які ретельно контролювали сферу освіти, донька представника «нетрудового елементу» не мала права на навчання.

### 1927—1950: кар'єра в Севастополі й Татарстані
Після відмови Шафіка Котдусова повернулася до Севастополя, де продовжила творчу діяльність. За ініціативи татарського населення міста було відкрито культурно-просвітницький осередок «Татарський клуб», куди долучилася й Шафіка. 1927 року, коли їй виповнилося 17 років, на одному з концертів її побачив майбутній чоловік — 24-річний Абдураїм Кутдусов. Батько співачки не дав дозволу на шлюб через те, що одруження могло зруйнувати творчий шлях доньки, тому Шафіка переїхала з чоловіком до Керчі. Там народила першого сина. Після того, як він підріс, і у неї з'явився вільний час, почала працювати піаністкою-концертмейстеркою на місцевому радіо в новоствореному професійному камерному симфонічному оркестрі й хорі. Після скорочення оркестру Шафіку Котдусову переконали перейти до клубу водників, де вона працювала таперкою — супроводжувала на фортепіано німі фільми. Робота виконувалася у повній темряві, фактично наосліп, і вимагала високого рівня технічної майстерності, якою володіла Кутдусова — вона грала напам'ять балади Шопена, п'єси Шуберта, Ліста, а також вільно імпровізувала на теми сучасних популярних мелодій.
У кінці 1934 року народила другого сина, а напередодні цього її чоловіка виключили з партії, звільнили з роботи й готували до арешту[⇨]. Щоб утримувати сім'ю, Кутдусовій довелося працювати на двох роботах одночасно — вдень економісткою на заводі, а ввечері — таперкою. Через чотири місяці на допомогу з Севастополя приїхала її мати Фатіма, яка забрала молодшого сина до себе. Шафіка, отримавши певну свободу (один син був у Севастополі, чоловік — переховувався у Москві) почала відвідувати драматичний театральний гурток при клубі водників. Колектив працював під керівництвом професійного режисера. Кутдусова швидко стала однією з провідних учасниць трупи. Також була активною учасницею місцевої художньої самодіяльності, зокрема виконувала роль Гульчехри в опереті «Аршин мал алан» композитора Узеїра Гаджибекова, що вважається однією з її найкращих сценічних робіт.
1936 року покинула Керч. Тоді ж у Севастополі, звідки вона походила, була зруйнована мечеть, а її батька перевели на посаду сторожа. Після цього Кутдусова формального мала статус доньки представника робітничого класу, тому отримала змогу вступити до Сімферопольського музичного училища; вступила на два факультети — фортепіанний і вокальний. На фортепіанному факультеті одразу зарахували на другий курс завдяки високому рівню підготовки. Її викладачкою стала Єва Павлівна Сеферова, вірменка за походженням, яка поставила собі за мету зробити з Шафіки видатну піаністку. На вокальному відділенні педагогічний склад був слабшим, тож із Кутдусовою працював директор училища. Її голос виявився ліричним колоратурним сопрано з виразним тембром. Протягом навчання голос поступово розвивався, що згодом дозволило Шафіці стати професійною оперною співачкою. 1939 року вона завершила навчання на фортепіанному факультеті, 1940 року — на вокальному.
Із 1939 року працювала солісткою у новоствореному Ансамблі пісні і танцю кримськотатарського народу, водночас виступала як піаністка-акомпаніаторка, а згодом — як співачка Кримського радіокомітету в Сімферополі. Її концертний репертуар охоплював народні татарські та кримськотатарські пісні, класичні романси, а також арії з опер. Цей період, до 1941 року, став важливим етапом становлення її як артистки-виконавиці.
Восени 1940 року до Криму прибула група фахівців-музикантів на чолі з татарським композитором Джаудатом Файзі з метою конкурсного відбору оперних вокалістів для участі в майбутній Декаді татарського мистецтва, запланованій у Москві на літо 1941 року. Під час прослуховування Шафіка Кутдусова справила враження на відбіркову комісію й отримала персональне запрошення для участі. На початку 1941 року прибула до Казані, Татарстан, для підготовки до виступу. На головну партію в опері «Алтинчеч» Назіба Жиганова претендували сім вокалісток. У фінальному відборі залишили двох — Кутдусову та дружину оперного диригента Кайбицьку. Саме з цього моменту Шафіка Кутдусова стала провідною солісткою Казанського оперного театру.
Наприкінці 1940-х років органи НКВС після Другої світової війни активізували переслідування кримських татар й оголосили народ «зрадниками батьківщини». Унаслідок цього на Кутдусову почали цілеспрямовано шукати компромат через її походження. Попри тривале спостереження, виявити щось компрометуюче було складно, проте згодом їй висунули звинувачення в «неблагонадійності» через підтримання зв'язків із «ворогами народу» — родичами. Відкрито інкримінувати це співачці не наважилися, тож 1950 року адміністрації театру та новому головному режисеру було «рекомендовано» звільнити Кутдусову, яка вже мала звання Заслуженої артистки Татарської АРСР, з формулюванням «через професійну непридатність». Згодом звільнили і директора театру, який розповів про те, що рішення про звільнення приймали в НКВС. Через звільнення співачка захворіла і на деякий час втратила голос.
Люди, які цінували талант Кутдусової, продовжували підтримувати її всупереч репресіям. Так, музикант Олег Лундстрем запросив її до співпраці зі своїм джазовим оркестром. Там вона пропрацювала менше року, оскільки 1951 року оркестр Лундстрема розпустили, а виконання джазу в СРСР повністю заборонили.

### 1951—1956: останні роки
У 1950-х роках Шафіка Кутдусова була змушена виїхати до Москви, де працювала солісткою Гастрольного бюро й подорожувала всім Радянським Союзом — від Владивостока до Балтії — з постійно оновлюваними концертними програмами.
1953 року Кутдусову повторно запросили до Казані для запису опери «Алтинчеч», робота над якою тривала понад місяць. Саме Шафіці довірили виконання заголовної партії. Пізніше, після перемоги на конкурсі вокалістів працювала у складі Москонцерту разом із видатними радянськими артистами, серед яких, зокрема, Іван Козловський, Зара Долуханова та Рашид Бейбутов. З Бейбутовим виконувала дуети з оперети «Аршин мал алан».
На піку слави одне з медичних обстежень через легке нездужання виявило у Шафіки Кутдусової рак шлунка. 18 квітня 1956 року вона померла. У передсмертній записці написала: «Я щаслива, тому що прожила своє життя не даремно. Я служила улюбленому мистецтву, народила й виростила двох чудових синів. Кохала й була коханою. Я ні на кого не тримаю зла. Прощавайте, рідні й любі…».

## Репертуар
В оперному репертуарі Шафіки Котдусової були партії Фаріди (з однойменної опери Миколи Юдіна), Марфи («Царева наречена» Миколи Римського-Корсакова), Віолетти й Джильди («Травіата» та «Ріголетто» Джузеппе Верді), Тоски (з однойменної опери Джакомо Пуччіні), Розіни («Севільський цирульник» Джоаккіно Россіні), а також Маргарити («Фауст» Шарля Гуно). Загалом її репертуар налічував понад двадцять вокальних партій.

## Особисте життя
Наприкінці 1920-х років одружилася з Абдураїмом Кутдусовим і народила першого сина, Джавіда, а 1934 року — другого сина Ернста (Еріка). Абдураїм Кутдусов походив із родини вищого мусульманського духовенства, що була в опозиції до царської влади. Згодом його батько був страчений більшовиками. Своє походження Кутдусов офіційно приховував, користуючись тим, що працював юристом. Після викриття його виключили з партії, звільнили з роботи й хотіли арештувати, оскільки визнали класовим ворогом, що «проник у ряди ленінців», проте він зміг переховуватися в Москві. Згодом Абдураїм Кутдусов загинув на Другій світовій війні.